# Лагода, Павел Семёнович
Лагода Павел Семёнович (1896, Кривой Рог, Херсонская губерния — неизвестно, неизвестно) — красноармеец 2-го кавалерийского полка отдельной кавалерийской бригады Г. И. Котовского.

## Биография
Родился в 1896 году в местечке Кривой Рог.
Образование не оконченное среднее. Участвовал в революционных событиях 1917 года на Криворожье.
С января 1920 года — красноармеец и командир отделения 3-го эскадрона 2-го кавалерийского полка отдельной кавалерийской бригады Г. И. Котовского. В боях проявлял мужество и героизм.
Дальнейшая судьба не известна.

## Награды
- Орден Красного Знамени РСФСР (1923)[1][2].